# Metaleptina obliterata
Metaleptina obliterata är en fjärilsart som beskrevs av Holland 1893. Metaleptina obliterata ingår i släktet Metaleptina och familjen trågspinnare. Inga underarter finns listade i Catalogue of Life.